# Пожизненно (фильм, 1999)
«Пожизненно» (англ. Life) — американский кинофильм 1999 года, снятый режиссёром Тедом Демме по сценарию Роберта Рэмси и Мэттью Стоуна. В главных ролях снялись Эдди Мёрфи и Мартин Лоуренс.
В тюрьме штата Миссисипи пожилой заключенный Вилли Лонг присутствовал на похоронах двух друзей и сокамерников, недавно погибших при пожаре в лазарете. Когда двое младших заключённых начинают копать могилы, Вилли начинает рассказывать историю жизни своих умерших друзей.

## Сюжет
1932 год. Рейфорд Гибсон и Клод Бэнкс — два нью-йоркца из двух разных миров. Рэй — мелкий мошенник и мелкий воришка, а Клод — честный, но часто эгоистичный человек, только что был принят на работу кассиром в первый федеральный банк Манхэттена. Однажды вечером, когда они оба были в клубе, Рэй выбрал Клода в качестве своего знака для карманного обыска. После встречи в туалете они оба оказываются в плохом расположении духа владельца клуба Спанки, причем владелец угрожал утопить Клода, пока Рэй не убедит Спанки позволить себе и Клоду немного пошевелиться, чтобы погасить свой долг. Клод спасен, и они с Рэем отправляются на юг, чтобы купить вагон Миссисипского "самогона". По прибытии они расплачиваются за выпивку и заходят в местный бар, где Рэй во время игры в карты знакомится с человеком по имени Уинстон Хэнкок. Не имея денег, Рэй делает ставку на ценные карманные часы своего отца, но в конечном итоге проигрывает игру, все деньги и часы Уинстону. Удручённый Рэй вскоре замечает как официантка помогла Уинстону в шулерстве. За пределами бара Хэнкок убит городским шерифом Уорреном Пайком, который подставляет Рэя и Клода в преступлении. Вскоре они предстают перед судом, их признают виновными и приговаривают к пожизненному заключению.

## В ролях
- Эдди Мёрфи — Рэйфорд «Рэй» Гибсон
- Мартин Лоуренс — Клод Бэнкс
- Обба Бабатунде — Вилли Лонг
- Нед Битти — Декстер Уилкинс
- Берни Мак — Джангл Лэг
- Мигель А. Нуньес мл.[англ.] — Бисквит
- Кларенс Уильямс III — Уинстон Хэнкок
- Барри Шабака Хенли — Покерфейс
- Брент Дженнингс[англ.] — Прыгающий Боб
- Гай Торри[англ.] — Радио
- Ник Кассаветис — сержант Диллард
- Букем Вудбайн — Can't Get Right
- Энтони Андерсон — Куки
- Майкл Талиферро[англ.] — Голдмут
- Сэна Латан — Дэйзи
- О’Нил Комптон[англ.] — суперинтендант Абернати
- Ноа Эммерих — Стэн Блокер
- Рик Джеймс — Спанки Джонсон
- Р. Ли Эрми — старый шериф Пайк
- Нед Вон[англ.] — молодой шериф Пайк
- Heavy D — Джейк
- Кенн Уайтакер — Айзек
- Бонз Мэлоун — Леон
- Лиза Николь Карсон — Сильвия
- Поппи Монтгомери — Мэй Роуз
- Джонни Браун[англ.] — преподобный Клэй
- Армелия Маккуин — миссис Клэй
- Дон Харви — Билли Боб

## Награды и номинации
Премия «Оскар»-2000:
- Лучший грим — Рик Бейкер (номинация)[2]

Black Reel Awards 2000:
- Лучший фильм — Эдди Мёрфи, Брайан Грейзер (номинация)[3]
- Лучший саундтрек (номинация)

BMI Film & TV Awards 2000:
- Наиболее исполняемая песня из фильма — Fortunate[англ.] — Ар Келли (награда)[3]

NAACP Image Awards 2000:
- Лучший кинофильм (номинация)[3]